# Svigerinde
Svigerinde er betegnelsen for en kvinde, der indtager en af følgende tre pladser i en familie:
- Ægtefælles søster
- Søskendes hustru
- Ægtefælles søskendes hustru